# چکاوک پنجه‌کوتاه هیوم
چکاوک پنجه‌کوتاه هیوم (نام علمی: Calandrella acutirostris) پرنده‌ای از راستهٔ گنجشکسانان و از تیرهٔ چکاوکان به طول ۱۳ سانتیمتر، بسیار شبیه به چکاوک پنجه‌کوتاه بزرگ است.